# 井上進太郎
井上進太郎（いのうえ しんたろう、1992年 - 　）は、日本の企業創立者。神奈川県生まれ。
法政大学キャリアデザイン学部卒業。株式会社マクロミル、株式会社DEiBA Companyを経て、2018年にSatisfill（サティスフィル）を設立した。株式会社Satisfillでは、全国にインバウンド向けホテルを展開している。経済界主催の第44回金の卵発掘プロジェクト2018で審査員特別賞を受賞した。
ERAS株式会社においては社外取締役を兼任する。